# Alexander Friedrich Wilhelm Preusser
Alexander Friedrich Wilhelm Preusser (19. november 1799 i Garding – 27. oktober 1885) var en holstensk overappellationsretsråd.
Han var søn af dr. med. Georg Wilhelm Preusser i Garding (1760 – 2. april 1811) og Anna Catharina f. Christian (8. november 1768 – 8. september 1805), studerede i Kiel og Bonn og tog 1824 juridisk eksamen på Gottorp. 1825 beskikkedes han til underretsadvokat i Kiel, 1833 til over- og landretsadvokat og udnævntes 1837 til medlem af Generaltoldkammer- og Kommercekollegiet, valgtes 1842 til syndikus i Kiel og udnævntes 1843 til medlem af Appellationsretten i Kiel. 1848-51 var han medlem af den slesvig-holstenske landdag, og i Malmøkonventionen 1848 designeredes han til medlem af fællesregeringen under Carl Moltke, men nægtede at indtræde i den, hvorimod han i oktober samme år indtrådte i den fællesregering, som under Reventlow-Jersbeck rådede til marts 1849. Af den holstenske stænderforsamling var han medlem til 1863. 1855 afskedigede L.N. Scheele ham fra Appellationsretten, og samme år kreerede universitetet i Giessen ham til dr. jur. hon. 1856 sad han i Rigsrådet, valgt af de holstenske stænder, og stemte her mod Carl Scheel-Plessen. 1862-64 var han medlem for Holsten og Lauenborg af en af den tyske forbundsdag nedsat kommission til udarbejdelse af en civilprocesordning for Hannover, og 1864 udnævntes han af de fremmede civilkommissærer til præsident for Appellationsretten i Flensborg, men fik 1867 sin afsked. 1863-79 ledede han redaktionen af det Seuffertske Arkiv. Han døde 27. oktober 1885. Hans hustru hed Wilhelmine f. Brockhausen.